# Sing, Baby, Sing
Pour plus de détails, voir Fiche technique et Distribution.
Sing, Baby, Sing est un film américain réalisé par Sidney Lanfield, sorti en 1936.

## Fiche technique
- Titre : Sing, Baby, Sing
- Réalisation : Sidney Lanfield
- Scénario : Jack Yellen, Milton Sperling et Harry Tugend
- Photographie : J. Peverell Marley
- Montage : Barbara McLean
- Pays d'origine :  États-Unis
- Langue : Anglais
- Format : Noir et blanc - 1,37:1 - Mono
- Genre : Film musical
- Durée : 90 minutes
- Date de sortie : 
  - États-Unis : 21 août 1936

## Distribution
- Alice Faye : Joan Warren
- Adolphe Menjou : Bruce Farraday
- Gregory Ratoff : Nicholas K. Alexander
- Ted Healy : Al Craven
- Patsy Kelly : Fitz
- Montagu Love : Robert Wilson
- Douglas Fowley : Mac
- Paul Stanton : Brewster
- Tony Martin : Tony Renaldo